# Catanzaro
Catanzaro (italià: [katanˈdzaːro] ( escolteu-ho)) o [katanˈtsaːro]) és una ciutat italiana, situat a la província de Catanzaro (Calàbria). L'any 2023 tenia 84.115 habitants. Aquest municipi limita amb els municipis de Gimigliano, Pentone, San Floro, Sellia, Settingiano, Simeri Crichi, Tiriolo, Borgia i Caraffa di Catanzaro.

## Administració
| Període | Identitat     | Partit |
| ------- | ------------- | ------ |
| 2006-   | Rosario Olivo | PD     |

## Fills il·lustres
- Giovanni Battista Zupi (aprox. 1590 – 1650) astrònom, matemàtic i jesuïta
- Renato Dulbecco (1914 - 2012) biòleg, Premi Nobel de Medicina o Fisiologia de l'any 1975
- Stefano Mancuso (1965) botànic.